# Emily Zurrer
Emily Jane Zurrer (Vancouver, 12 de julho de 1987) é uma futebolista canadense que atua como defensor, medalhista olímpica. 

## Carreira
Emily Zurrer fez parte do elenco medalha de bronze em Londres 2012